# Mulltjärnen (Tärna socken, Lappland)
Mulltjärnen är en sjö i Storumans kommun i Lappland och ingår i Umeälvens huvudavrinningsområde. Sjön har en area på 0,0696 kvadratkilometer och ligger 750,2 meter över havet. Mulltjärnen ligger i Vindelfjällen Natura 2000-område.

## Delavrinningsområde
Mulltjärnen ingår i det delavrinningsområde (730855-145236) som SMHI kallar för Inloppet i Tängvattnet. Medelhöjden är 724 meter över havet och ytan är 21,87 kvadratkilometer. Räknas de 4 avrinningsområdena uppströms in blir den ackumulerade arean 60,23 kvadratkilometer. Tängvattsbäcken som avvattnar avrinningsområdet har biflödesordning 2, vilket innebär att vattnet flödar genom totalt 2 vattendrag innan det når havet efter 411 kilometer. Avrinningsområdet består mestadels av skog (31 procent) och kalfjäll (62 procent). Avrinningsområdet har 0,19 kvadratkilometer vattenytor vilket ger det en sjöprocent på 0,9 procent.